# Nadia Murad
Nadia Murad Basee Taha (kurd ezdiqui: Nadiye Murad; àrab: نادية مراد, Nādiya Murād) (Kocho, Sinjar, 1993) és una defensora dels drets humans iazidita. És guanyadora del Premi Nobel de la Pau i, des de setembre de 2016, la primera ambaixadora de bona voluntat per la dignitat dels supervivents del tràfic de persones de les Nacions Unides. La missió de Nadia és patrocinada i recolzada per Yazda: Organització Mundial Yazidí. Va ser segrestada i retinguda per l'Estat Islàmic a l'agost de 2014.
El 2017 va publicar la novel·la autobiogràfica Jo seré l'última.

## Biografia

### Capturada per Estat Islàmic
Quan tenia 19 anys, Nadia Murad vivia al poble de Kocho, al Sinjar, al nord de l'Iraq, quan combatents de l'Estat Islàmic van massacrar 600 membres de la comunitat yazidita, incloent-hi la seva mare i sis dels seus germans i germanastres, i van esclavitzar dones i nenes més joves. Murad va ser capturada el 15 d’agost de 2014 i mantinguda com a esclava a Mossul, on va ser colpejada, cremada amb cigarretes i violada repetidament. Va escapar quan el seu captor va deixar la casa desprotegida, trobant ajuda en una família veïna que la va treure del territori controlat per l’Estat Islàmic, permetent-li arribar a un camp de refugiats a Duhok, a la regió del Kurdistan.
El febrer de 2015, va oferir el seu primer testimoni amb el pseudònim de "Basima" a periodistes del diari belga La Libre Belgique, mentre vivia al camp de Rwanga. Aquell any es va beneficiar d’un programa de refugiats del govern de Baden-Württemberg, Alemanya, on va establir la seva nova llar.
El 16 de desembre de 2015, Murad va parlar al Consell de Seguretat de les Nacions Unides sobre el tràfic de persones, sent la primera vegada que aquest organisme abordava el tema. El 2016, va ser nomenada la primera Ambaixadora de bona voluntat de l'ONU per la Dignitat dels Supervivents del Tràfic de Persones, participant en iniciatives globals i locals per sensibilitzar sobre el tràfic de persones i la situació dels refugiats, escoltant testimonis de víctimes. Al setembre de 2016, l’advocada Amal Clooney va anunciar que representaria Murad en accions legals contra els comandants de l’Estat Islàmic, descrivint els actes de genocidi, violació i tràfic com una "burocràcia del mal a escala industrial".

### Activisme
El setembre de 2016, Nadia Murad va anunciar Nadia's Initiative, destinada a defensar i ajudar les víctimes de genocidi. El 3 de maig de 2017, es va reunir amb el Papa Francesc al Vaticà per demanar suport per als yazidites encara capturats per l'ISIS i destacar els reptes de les minories religioses a l’Iraq i Síria.
El 2018, va col·laborar amb el Mine's Advisory Group per desminar 2,6 milions de metres quadrats al Sinjar, i va ser clau per redactar la Resolució 2379 del Consell de Seguretat de l’ONU, que recolza la recopilació de proves de crims de guerra de l’ISIS. El 2019, va contribuir a la persecució d’una dona militant de l’ISIS a Alemanya i a la Resolució 2467 de l’ONU, centrada en la justícia per a les supervivents de violència sexual. També va advocar per la reconstrucció de zones yazidites i va participar en el Ministerial to Advance Religious Freedom, presentant un pla en cinc punts per ajudar els yazidites.
El 2020, va col·laborar amb l'Institut per a la Investigació de Crims Internacionals i amb la Iniciativa per la Prevenció de la Violència Sexual en Conflictes per a establir el Codi Murad, un projecte per protegir els drets de les supervivents de violència sexual en zones de guerra. El febrer de 2021, la comunitat yazidita va enterrar 104 víctimes de la massacre de Kocho, incloent-hi familiars de Murad, i el març de 2021, l’Iraq va aprovar la Llei de les Supervivients Yazidites, reconeixent el genocidi i garantint reparacions i suport als supervivents.
El novembre de 2021, Murad va ser objecte de controvèrsia al Canadà quan un esdeveniment amb la seva participació va ser boicotejat per por de fomentar la islamofòbia. El 2022, Murad va presentar els beneficis del Codi Murad en un debat de l’ONU sobre violència sexual en conflictes.

#### Global Survivors Fund
Juntament amb el seu company guardonat amb el Premi Nobel de la Pau el 2018, el Dr. Denis Mukwege, Nadia Murad va fundar el Global Survivors Fund l'octubre de 2019. Aquest fons treballa per garantir que les supervivents de violència sexual relacionada en zones de guerra arreu del món tinguin accés a compensacions i altres formes de reparació.
António Guterres, Secretari General de l'ONU, va donar suport al GSF en una declaració l'abril de 2019, i la Resolució 2467 del Consell de Seguretat va fer referència al GSF. El G-7 també va confirmar el seu suport al GSF en la seva Declaració sobre Igualtat de Gènere i Apoderament de les Dones d'agost de 2019.

## Premis i reconeixements
El 2016 va rebre, junt amb Lamiya Aji Bashar, el Premi Sàkharov per la Llibertat de Consciència i el 2017 el 37è Premi per la Pau de l'Associació per les Nacions Unides. També va rebre el 37è Premi per la Pau a Barcelona. El 2018 va rebre el Premi Nobel de la Pau juntament amb Denis Mukwege pels seus esforços per acabar amb l'ús de la violència sexual com a arma de guerra i conflicte armat. El desembre de 2024, la BBC va incloure-la en la seva llista 100 Women, que reconeix a les dones més inspiradores i influents de l'any a nivell mundial.